# Upplands runinskrifter 819
Upplands runinskrifter 819 är en runsten i Mysinge, Kulla socken och Enköpings kommun i Uppland. Det är en parsten till U 820.

## Inskriften
Translitterering av runraden:
· sin · lit · raisa · staia · þena · at · faþ(u)(r) --...[t]a · -þah ·· sirþaʀ · boanta · kuþ · hielbi · sal [· hans · bali · r]isti ·
Normalisering till runsvenska:
Svæinn/Stæinn/Sæinn let ræisa stæin þenna at faður ... -þah Sigriðaʀ boanda. Guð hiælpi sal hans. Balli risti.
Översättning till nusvenska:
Sven (?) lät resa denna sten å t (sin) fader ... Sigrids man. Gud hjälpe hans själ. Balle ristade.

## Beskrivning
Runstenen står i allén Mysinge—Friberg. Det har tidigare stått i "Mysinge äng", ihop med den figurristade stenen U 820, med beteckningen Fittja socken, Lagunda härad.
Runstenen är av grå granit, 1,75 meter hög, 1 meter bred samt 0,65 meter tjock. Ristningen är kraftigt huggen med breda, rundade linjer. Ytan vittrar. Nedtill har stora partier av ristningen gått förlorade genom flagning.
Inskriften börjar med ett personnamn, som skrives "sin". Detta kan vara felristning för Svæinn eller Stæinn. Ett namn skrivet på samma sätt, alltså "sin", förekommer på U 776.
Man vill förmoda, att det skadade partiet innehållit faderns namn.
U 819 är den enda runsten i Lagunda härad, som har signerats av Balle.
Om U 820 står det: Stenen har burit ornament i tiohundratalets runstensstil, men den har tydligen aldrig burit någon runinskrift. I närheten av den plats, där U 820 ursprungligen har varit rest, finnes en, ännu bevarad, ristning av samma typ, nämligen U 822. Det är sannolikt, att U 819 och 820 ha varit parstenar. Så torde också ha varit förhållandet med U 822 och 823. I båda fallen bär den ena stenen i paret endast ornament.